# Daniel Niculae
Daniel George Niculae (Bucareste, 6 de outubro de 1982) é um futebolista romeno que atua como atacante. Atualmente, defende o Monaco.

## Carreira
Revelado pelo Rapid Bucureşti, passou cinco anos jogando no mesmo, até se destacar na temporada 2005-06 e ser contratado pelo Auxerre, da França. Depois de algumas boas temporadas, chamou a atenção do Monaco, para onde se transferiu em 2010.